# Herbert Grönemeyer
Herbert Grönemeyer, Herbert Arthur Wiglev Clamor Grönemeyer de son vrai nom, né le 12 avril 1956 à Göttingen, est un auteur-compositeur-interprète allemand, célèbre dans le monde germanophone. D'abord acteur, il s'est fait connaître dans les années 1980 avec le film Le Bateau, mais c'est en tant que chanteur qu'il acquiert une large renommée acquise à partir de l'album 4630 Bochum en 1984.

## Biographie

### Enfance et jeunesse (1956–1973)
Lorsque Herbert Grönemeyer nait, ses parents habitent à Clausthal-Zellerfeld. Mais comme sa mère doit consulter un spécialiste pour sa grossesse, il n'y vient pas au monde, mais naît dans la ville de Göttingen.
Il est le plus jeune enfant de la famille. Il a environ un an quand ses parents quittent Clausthal-Zellerfeld pour aller vivre à Bochum où il passe sa jeunesse. Grâce à sa famille maternelle, il rentre en contact avec la musique et, comme ses frères auparavant, suit des cours de piano pendant huit ans.
Il va au lycée humaniste Gymnasium am Ostring et s'engage entre autres dans la chorale scolaire. Il fait aussi la connaissance de Claude-Oliver Rudolph, futur comédien, lui aussi relativement célèbre dans le monde germanophone.

## Style musical
Les chansons de Grönemeyer  sont marquées par un certain réalisme social, le pessimisme, la mélancolie mais aussi parfois par une certaine candeur que l'on peut retrouver dans Kinder an die Macht ! (de) ( « Les enfants au pouvoir ! »), une chanson très populaire en Allemagne, en Autriche, et en Suisse.

## Duos avec des stars internationales
Le chanteur allemand a parfois chanté avec des stars internationales.
Ainsi, il a interprété en concert la chanson Mensch avec Bono de U2. Ce dernier ayant chanté en allemand.
Il lui est également arrivé de chanter des chansons avec le chanteur français Charles Aznavour, avec notamment une interprétation remarquée de « Mes emmerdes »  en allemand (Als es mir beschissen ging). 

## Discographie
- 1978 : Ocean Orchestra (avec le groupe du même nom)
- 1979 : Grönemeyer
- 1980 : Zwo
- 1982 : Total egal
- 1983 : Gemischte Gefühle
- 1984 : 4630 Bochum
- 1986 : Sprünge
- 1988 : Ö
- 1988 : What's all this (versions anglaises de certains de ses précédents titres)
- 1990 : Luxus
- 1991 : Luxus (anglais, la version canadienne contient le titre Marie en français)
- 1992 : So gut
- 1993 : Chaos, enregistrement en allemand paru sur la B.O. du film Si loin, si proche !, de Wim Wenders
- 1995 : Unplugged
- 1995 : Live
- 1996 : Chaos (anglais)
- 1998 : Bleibt alles anders
- 2000 : Stand der Dinge (Live, DVD/CD)
- 2002 : Mensch
- 2003 : Mensch live (DVD)
- 2005 : Leonce und Lena (d'après la pièce de Georg Büchner)
- 2006 : Zeit, dass sich was dreht (single, en dehors de tout album, pour la coupe du monde de football)
- 2007 : 12
- 2011 : Schiffsverkehr
- 2014 : Dauernd jetzt

## Filmographie
- 1976 : Die Geisel de Peter Zadek
- 1978 : Uns reicht das nicht de Jürgen Flimm
- 1979 : Daheim unter Fremden de Peter Keglevic
- 1981 : Das Boot de Wolfgang Petersen : Lieutenant Werner
- 1982 : Le Docteur Faustus (de) de Franz Seitz
- 1982 : La Symphonie du printemps de Peter Schamoni
- 1984 : Die ewigen Gefühle de Peter Beauvais
- 1987 : Les Liens du sang (Väter und Söhne - Eine deutsche Tragödie) de Bernhard Sinkel
- 2010 : The American d'Anton Corbijn : compositeur de la bande originale
- 2014 : Un homme très recherché d'Anton Corbijn : compositeur de la bande originale; acteur